# Paul von Zach

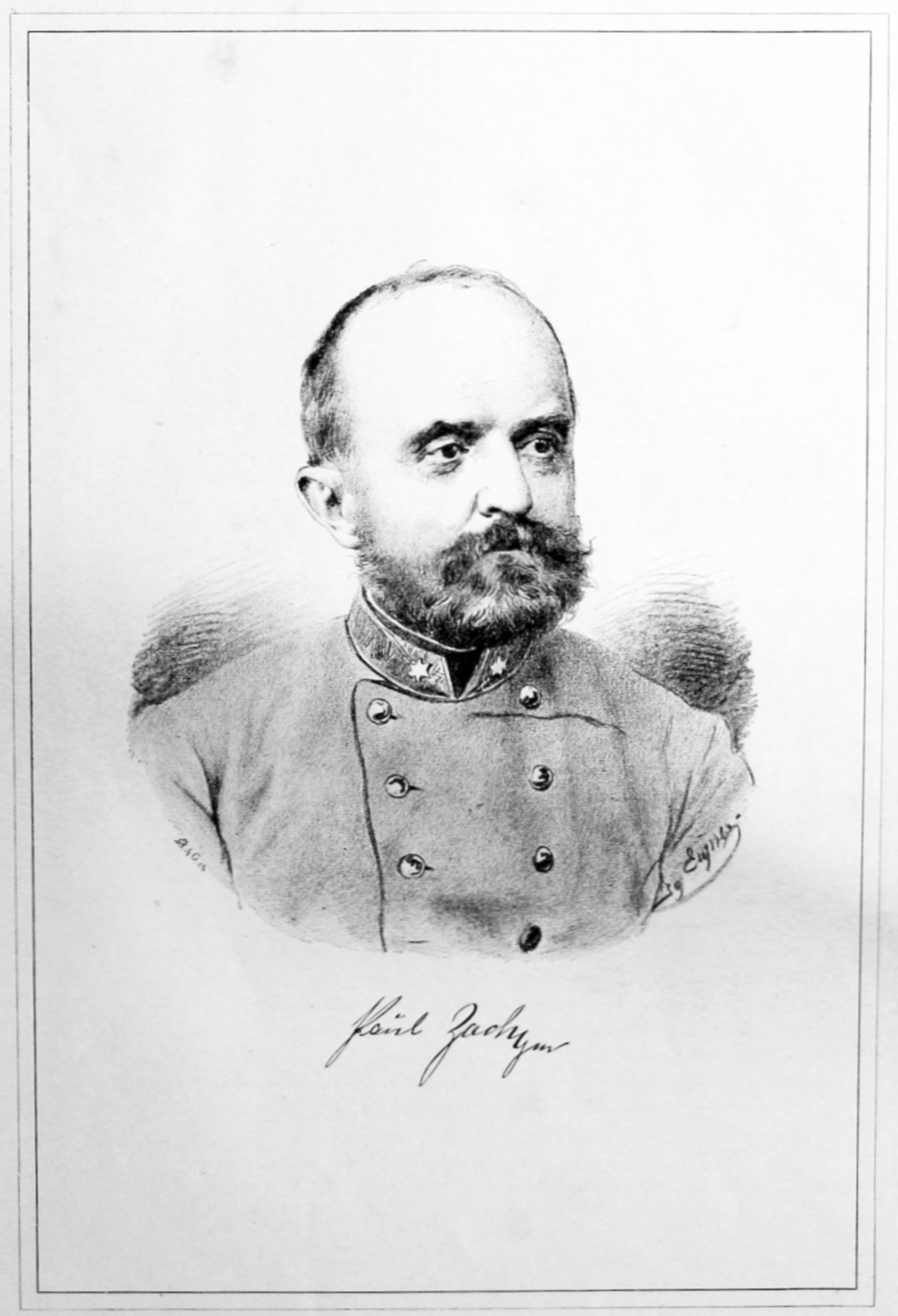
Paul Ritter von Zach, Darstellung auf einer Lithografie von Ignaz Eigner.

Ritter Paul von Zach (* 6. Juni 1831; † 19. Oktober 1891) war ein österreichischer k.u.k. Feldmarschallleutnant.

## Leben
Paul Ritter von Zach diente beim österreichischen Freiwilligenkorps in Mexiko und übernahm in Laibach die Befugnisse von Franz Graf von Thun und Hohenstein, der am 19. November 1864 mit den ersten Truppen des Korps nach Mexiko aufbrach. Von Zach schiffte am 29. März 1865 als Rücklasskommandant im Range eines Oberstleutnants mit 21 Offizieren und 1150 Mann des Korps auf der Brasilian von Triest aus Richtung Mittelamerika ein, wo er am 11. Mai 1865 in Veracruz eintraf. Nach einer Schlacht bei Tlapacoya am 22. November 1865 wurde er zum Oberst befördert. Im Juli 1866 quittierte er den Dienst im Freiwilligenkorps und erhielt unter seinem ursprünglichen Dienstrang als Major in der k.u.k. Armee die Aufgabe, die Heimkehrer zu einem Jägerbataillon aufzustellen. Im Mai 1878 wurde von Zach Generalmajor und war Kommandant der 23. Infanterie-Brigade. Zum Jahreswechsel 1883 wurde er zum Feldmarschallleutnant ernannt, im April 1886 erfolgte seine Pensionierung.
Er war verheiratet mit Emilie Stadler von Gestirner und Vater des Sinologen Erwin von Zach (1872–1942) und des Oberst Paul Ritter von Zach (1870–1918).